# Мартина Навратилова
Мартѝна Навратѝлова (на чешки: Martina Navrátilová) е прочута професионална чехословашка и американска тенисистка, най-титулуваната и една от най-добрите за всички времена. Тя е спечелила най-много официални турнири в историята. Носителка е на редица рекорди в тениса: 
- най-висока резултатност в мачовете като професионалист: 95,84 % – 1982 победи и 86 загуби.
- най-висока резултатност в една година (1983): 98,84 % – 85 победи и 1 загуба.
- най-много поредни победи в Отворената ера (след 1968 г.) – 74
- шампионка поединично в 167 турнира на WTA
- шампионка на двойки в 177 турнира на WTA
- шампионка на двойки в 31 турнира от веригата на Големия шлем
- шампионка на двойки в 20 турнира от веригата на Големия шлем с една партньорка (Пам Шрайвър) през Отворената ера на тениса
- Голям шлем на двойки с една партньорка – Пам Шрайвър, 1984 г. (единствен случай). През 1986 г. отново печели на двойки всички проведени турнири за Големия шлем, но този път те са 3, а четвъртият, Откритото първенство на Австралия, не се провежда.
- 2 пъти Кариерен голям шлем (четирите турнира в различни години): 1978 – 1983 и 1983 – 1984 г.
- шампионка поединично в 9 турнира Уимбълдън
- шампионка поединично последователно в 6 турнира Уимбълдън
- Най-много изиграни мачове в турнири на Уимбълдън – 326
- Най-много участия в турнири на Уимбълдън – 31

## Биография
Родена е на 18 октомври 1956 г. в Прага под името Мартина Шубертова. Родителите ѝ се развеждат, когато тя е на 3 години, а фамилията Навратилова получава от втория си баща Мирослав Напратил, който я осиновява и става нейният първи треньор по тенис. Мартина има родни брат и сестра.
Мартина започва да играе тенис на 9-годишна възраст под ръководството на известния чехословашки треньор Джордж Парма. Първите успехи бързо идват при момичето. Вече на 15-годишна възраст спечелва шампионата на своята страна, а на 17-годишна възраст става първата ракета на Чехословакия. Според самата Мартина, тя започва да мечтае за шампионата в Уимбълдън, след като гледа на живо мач на лидера в мъжкия тенис Род Лейвър в Прага в края на 60-те години.
През 1973 г. Мартина за първи път пътува в чужбина и участва в международни състезания. Експертите отбелязват с възхищение стила на играта ѝ – необичайно активна, атакуваща. Спортистката непрекъснато използва комбинацията „подаване към мрежата“. Кариерата на Мартина се развива възходящо.
През 1975 г., заедно с Крис Евърт, тя печели първите титли в турнирите от Големия шлем – Открито първенство на Франция (турнира Ролан Гаро̀с) и Уимбълдън. Започва грандиозно съперничество между Навратилова и Евърт, което продължава 15 години. 80 пъти спортистките се срещат на корта и се състезават за рекорден брой финали в турнири от Големия шлем. 43 мача спечелва Навратилова. През същата година Навратилова постига първите големи успехи в единично състезание – тя два пъти достига финалите на турнирите от Големия шлем (във Франция отстъпва на Крис Евърт, а в Австралия – на Ивон Гулагонг-Коули).
През 1975 г. (на 18 години) Навратилова емигрира в САЩ и губи чехословашкото си гражданство. През 1981 г. получава американско гражданство. Мартина Навратилова живее в щата Флорида, САЩ. Прекарва години в планинския курорт Аспън, щат Колорадо. През 2008 г. отново получава чешко гражданство и паспорт и обявява решението си да се завърне в родината си, но запазва и американския си паспорт. 
Мартина Навратилова е пример за спортно дълголетие. Наследява семейните гени от рода Шубертов, в който всички жени са притежавали отлично здраве, никога не са боледували и са живели над 80 г. Освен това самодисциплината и липсата на вредни навици позволяват на Навратилова да участва в състезания до 51-годишна възраст. Отказва се от тениса през 2008 г. Преселва се в Ница. 
От 1981 г. Навратилова е открита относно своята хомосексуалност. Тя е изявен активист за равноправието на ЛГБТ общността. На френската Ривиера Навратилова среща бившата Мис СССР Юлия Лемигова, която се е омъжила за чужденец, но той скоро умира и тя остава маркиза Де ла Турнер. В началото на 2009 г. вдовицата изпада в тежко финансово състояние и се сближава с Мартина. В края на 2009 г. преди Нова година Навратилова решава да припише на Лемигова половината от своето състояние. По настояване на адвокатите си тя преминава медицински преглед, който открива у 53-годишната Навратилова рак на гърдата. През 2010 година тя обявява това публично. 
През 2014 г. 58-годишната Мартина Навратилова публично предлага брак на 42-годишната Юлия Лемигова на полуфиналите при мъжете на турнир по тенис в обществения парк „Флашинг Медоус“ в Ню Йорк. Сцената е излъчена на живо на големия екран на Централния корт „Артър Аш“ под аплодисментите на публиката. Навратилова и Лемигова сключват официален брак през декември 2014 г. 
От 2014 до 2015 г. Мартина Навратилова е треньор на полската тенисистка Агнешка Радванска.

## Успехи
- Уимбълдън
  - единична
Първо място: 1978, 1979, 1982, 1983, 1984, 1985, 1986, 1987, 1990
Второ място: 1988, 1989, 1994
  - двойки (жени)
Първо място: 1976, 1979, 1981, 1982, 1983, 1984, 1986
  - двойки (смесени)
Първо място: 1985, 1993, 1995, 2003
- Открито първенство на САЩ
  - единична
Първо място: 1983, 1984, 1986, 1987
Второ място: 1981, 1985, 1989, 1991
- Открито първенство на Австралия
  - единична
Първо място: 1981, 1983, 1985
Второ място: 1975, 1982, 1987
- Ролан Гарос
  - единична
Първо място: 1982, 1984
Второ място: 1975, 1985, 1986, 1987